# BMW F32
Der BMW 4er (interne Bezeichnung: F32 für Coupé, F33 für Cabriolet, F36 für Schräghecklimousine / Gran Coupé) ist ein der Mittelklasse zugehöriges Fahrzeug des Herstellers BMW, das im Oktober 2013 in den Handel kam.
Das 4er-Coupé-Cabriolet war als 420i, 428i, 430i, 430i xDrive, 435i, 435i xDrive, 440i und 440i xDrive mit Ottomotoren sowie als 420d, 425d, 430d und 435d xDrive mit einem Dieselmotor erhältlich.

## Modellgeschichte
Der 4er löste das Coupé und das Cabriolet der 3er-Reihe ab und ist somit das Nachfolgemodell von BMW E92 und E93.
Ein seriennahes Konzeptfahrzeug wurde Anfang Dezember 2012 in München im Münchner Kesselhaus vor 200 geladenen Gästen erstmals gezeigt und am 14. Januar 2013 auf der North American International Auto Show (NAIAS) der Öffentlichkeit nochmals präsentiert. Die Weltpremiere des Serienmodells des Coupés fand offiziell auf der IAA 2013 statt, die Markteinführung erfolgte am 5. Oktober 2013.
Die mit einem Klappdach versehene Cabrioversion (F33), dessen Weltpremiere formal auf der LA Auto Show 2013 und der Tokyo Motor Show 2013 stattfand, wurde am 8. März 2014 auf den Markt gebracht.
Das Konzeptfahrzeug für die Coupévariante des M4 wurde auf dem Pebble Beach Concours d’Elegance 2013 vorgestellt, das Serienfahrzeug (F82) dazu offiziell auf der NAIAS 2014 und ist seit dem Sommer 2014 erhältlich. Das viertürige BMW 4er Gran Coupé (F36) folgte mit einer formellen Öffentlichkeitspremiere auf dem Genfer Auto-Salon 2014. Für das M4 Cabriolet (F83) wählte der Hersteller die New York International Auto Show (NYIAS) als Premierenmesse aus.
Im Jahr 2017 erhielt die Baureihe ein Facelift, das zum Genfer Auto-Salon erstmals auf einer größeren Fahrzeugmesse zu sehen war. Zum Ende der Bauzeit war etwa jeder zweite Vierer ein Gran Coupé.

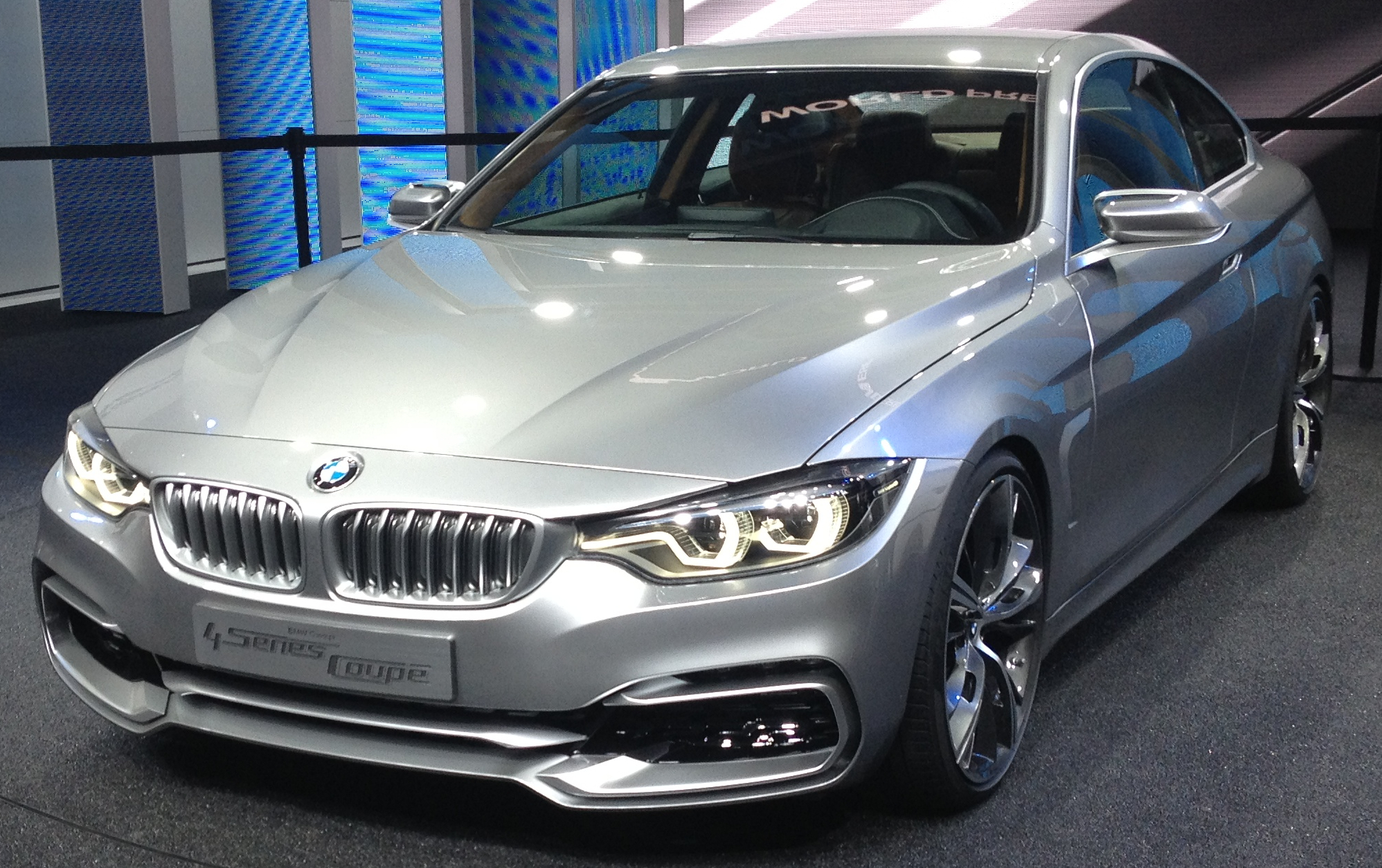
BMW 4er Coupé Concept
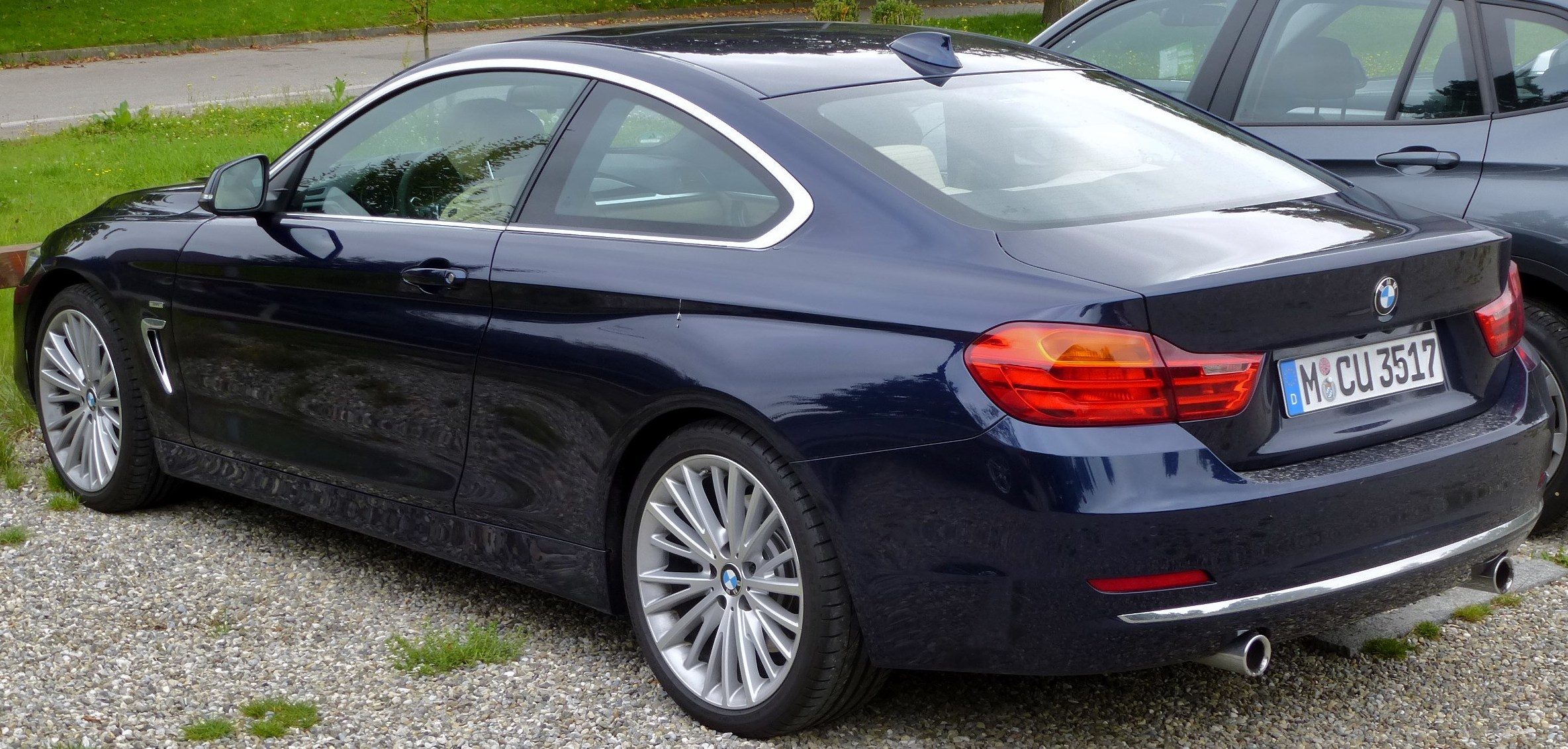
Heckansicht
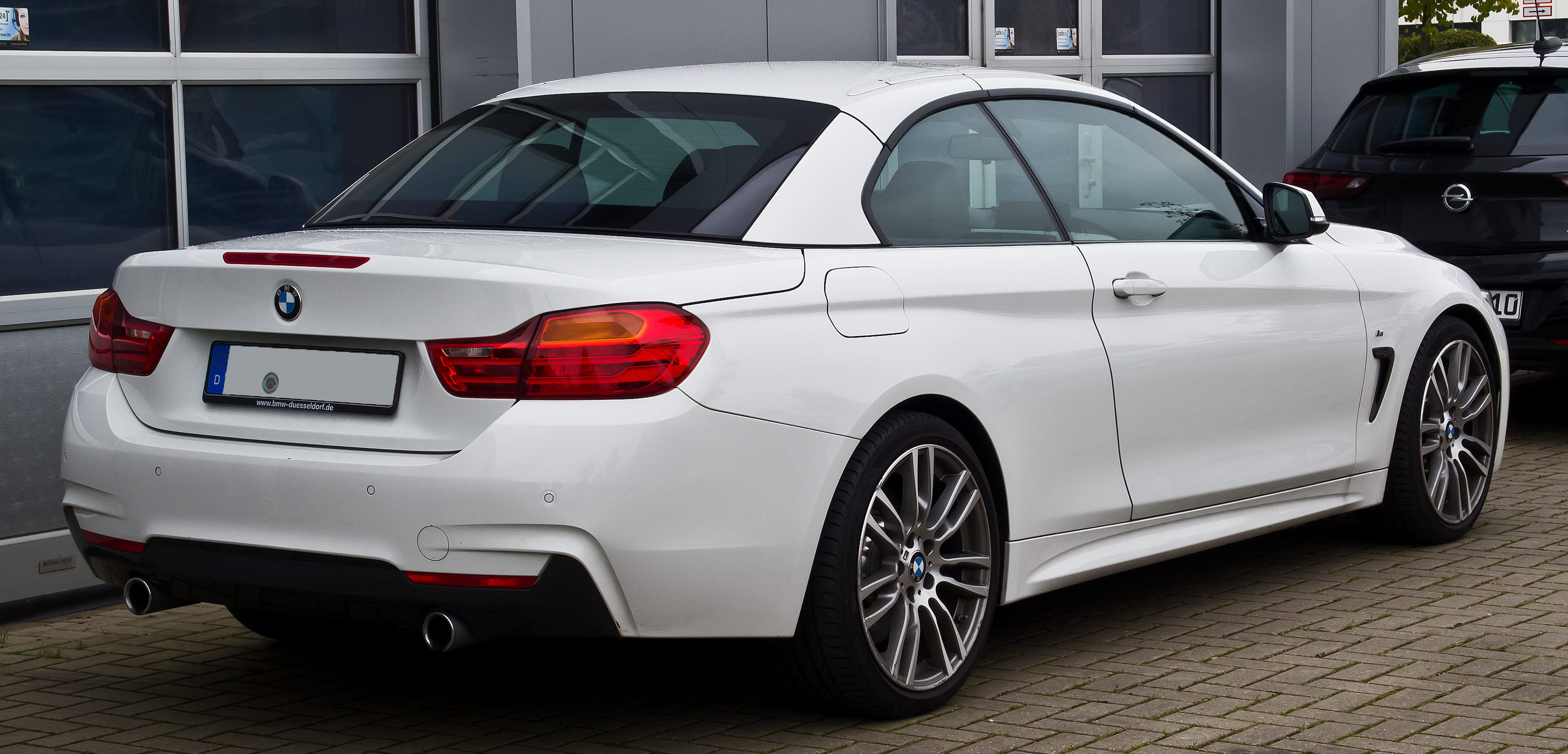
BMW 435i Cabriolet M Sport (2014–2017)
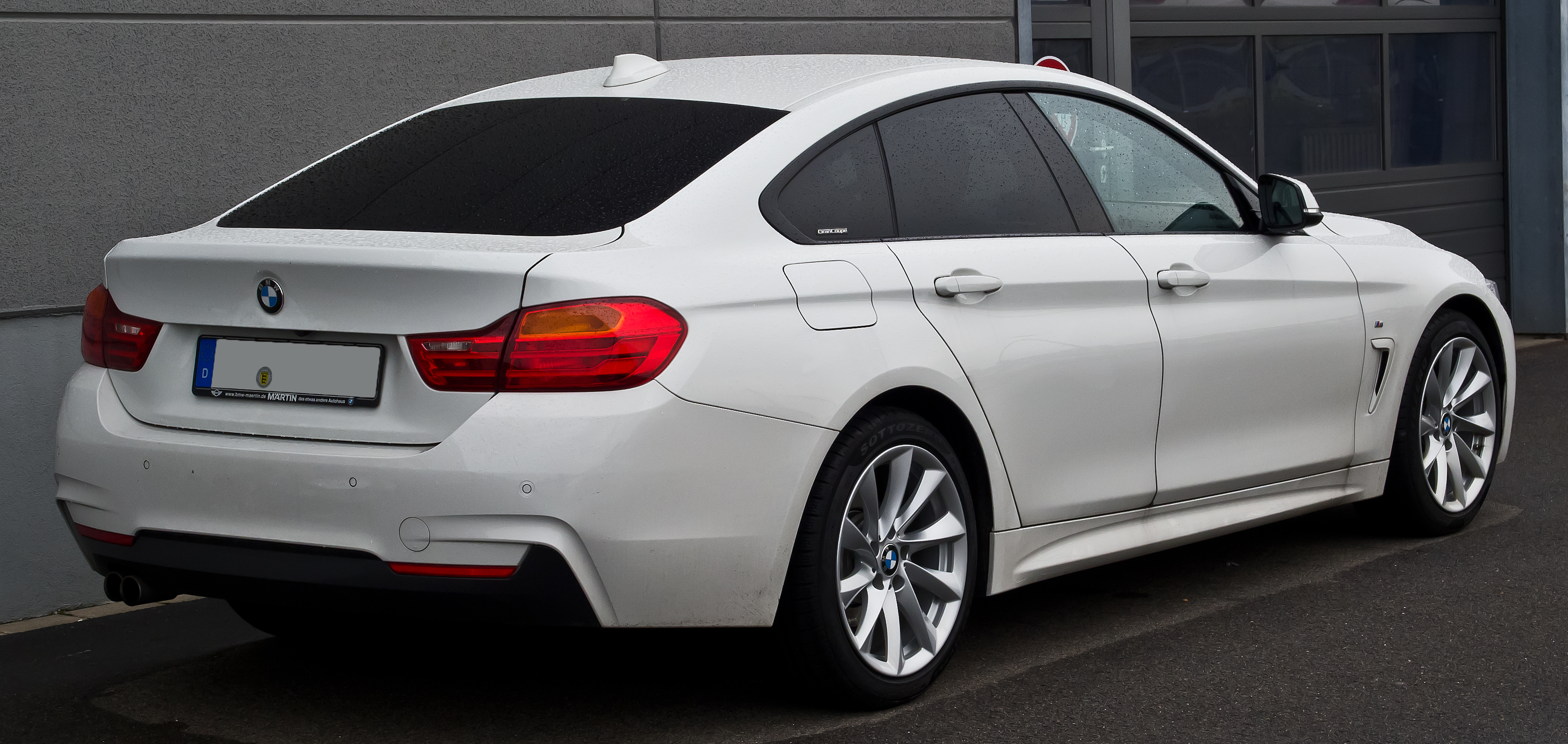
BMW 430d Gran Coupé M Sport (2014–2017)
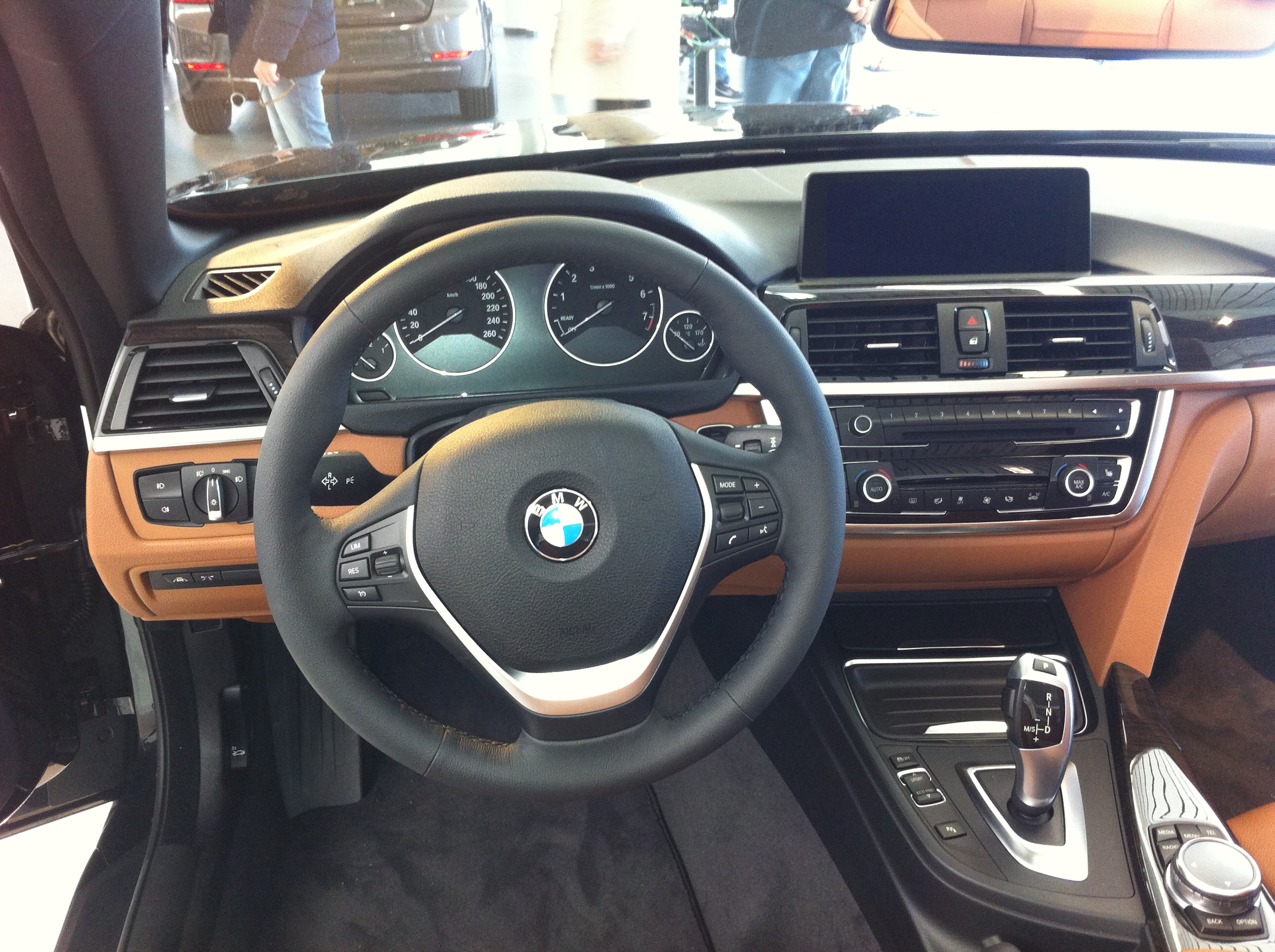
Innenraum
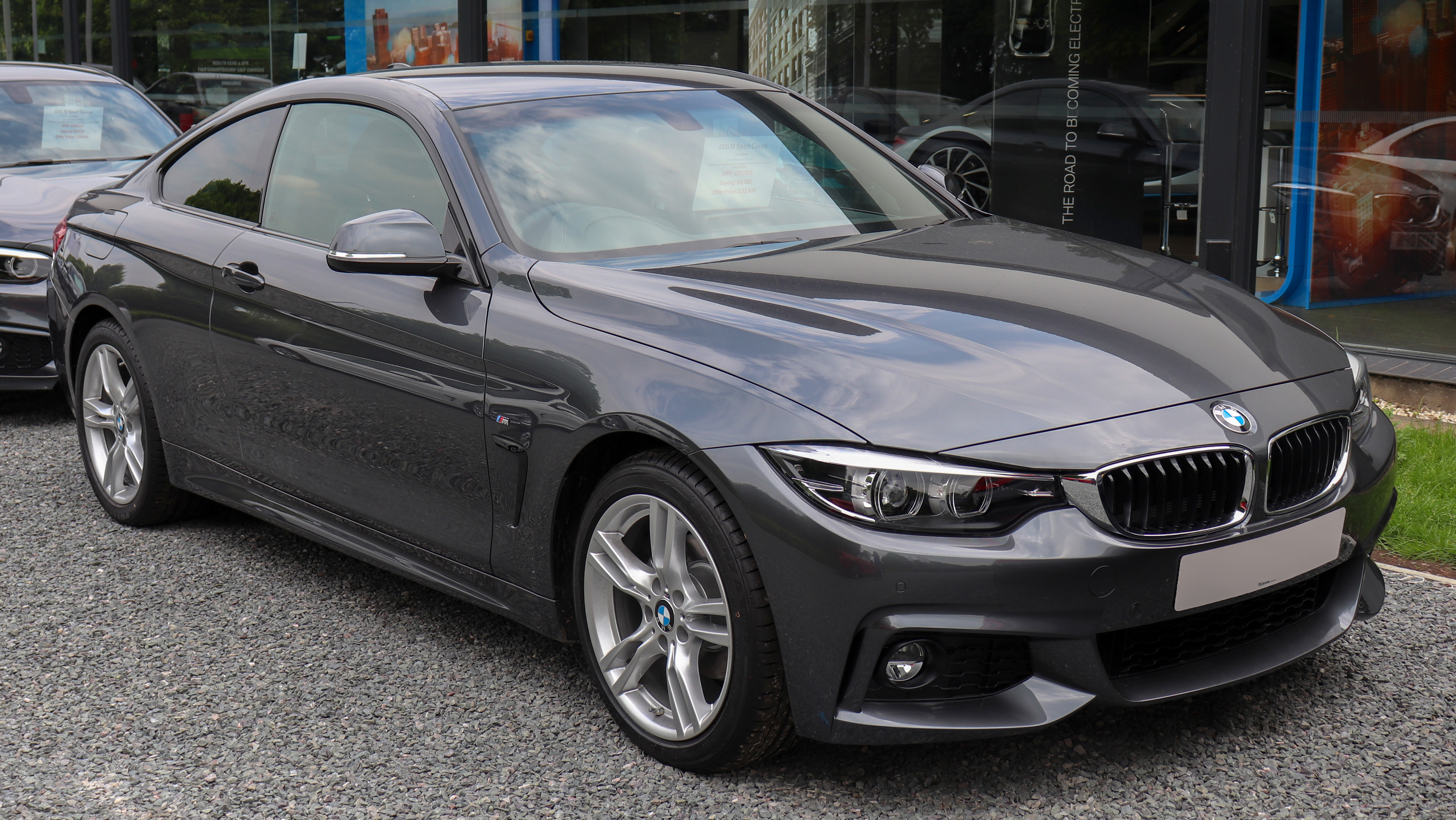
BMW 420i Coupé M Sport (2017–2020)
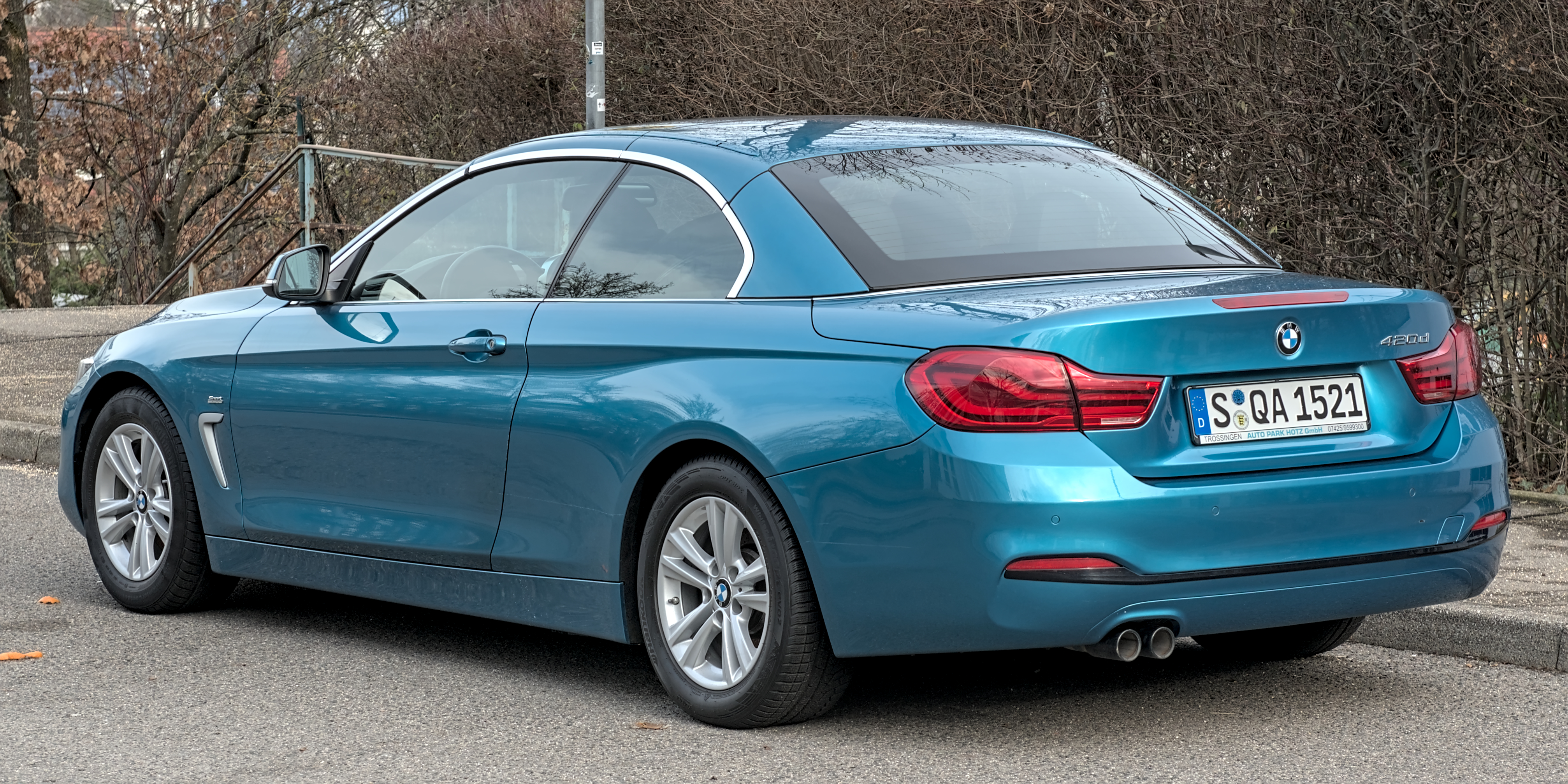
BMW 420d Cabriolet M Sport (2017–2020)
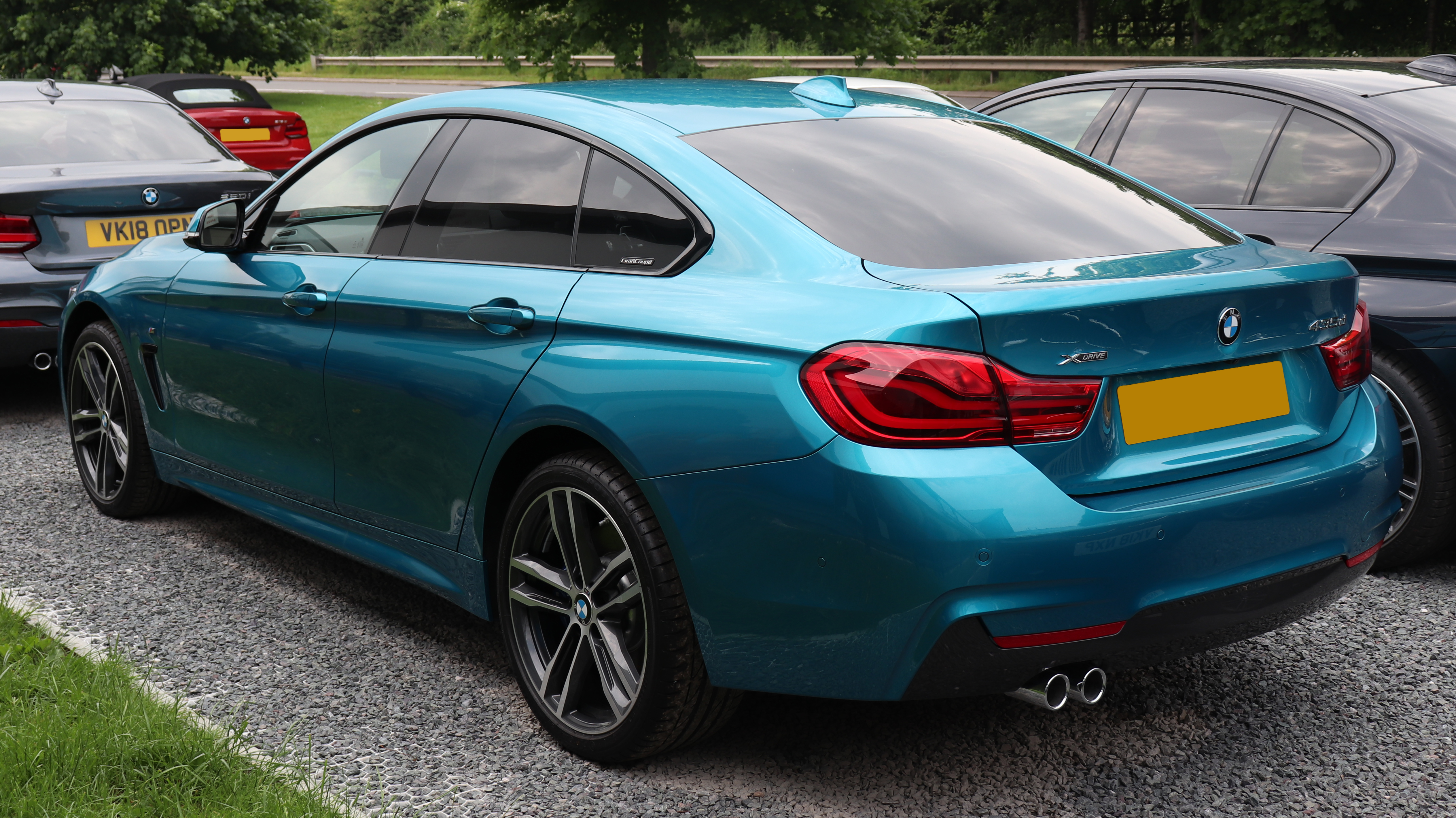
BMW 435d xDrive Gran Coupé M Sport (2017–2021)

## Produktionsstandorte
Das 4er Coupé (F32) wurde in München, die Baureihe F33 (Cabriolet) ausschließlich in Regensburg und der F36 (Schräghecklimousine) in Dingolfing gefertigt.

## Technik

### Motoren
Zum Serienstart gab es zwei Ottomotoren im 428i mit einer maximalen Leistung von 180 kW (245 PS) und im 435i mit einer maximalen Leistung von 225 kW (306 PS) sowie einen Dieselmotor im 420d mit einer maximalen Leistung von 135 kW (184 PS).
Ab November 2013 wurde die Motorenpalette um den 420i mit 135 kW (184 PS) maximaler Leistung sowie zwei Dieselmotoren im 430d mit 190 kW (258 PS) und im 435d mit 230 kW (313 PS) maximaler Leistung erweitert. Diese Motoren kommen auch in den Modellen des BMW F30 zum Einsatz.
Eine weitere Überarbeitung der Motorenpalette kündigte sich im Januar 2016 an. So hielten die neuen Baukastenmotoren mit der Kennung B in folgenden Modellen Einzug:
- 420i: B48B20, weiterhin 135 kW (184 PS) Maximalleistung
- 430i: B48B20, ersetzt den 428i und leistet nun maximal 185 kW (252 PS)
- 440i: B58B30, ersetzt den 435i und leistet nun maximal 240 kW (326 PS)
- 425d: B47D20, leistet nun maximal 165 kW (224 PS)

Infolge der Motorenwechsel blieb das maximale Drehmoment mit Ausnahme des 440i (+50 Nm) im Gegensatz zum jeweiligen Vorgänger gleich, jedoch änderte sich die Leistungsentfaltung, was an einer Veränderung der Start- und Enddrehzahl des maximalen Drehmoments erkennbar ist.

### Karosserie
Der F33 hat ein dreiteiliges Klappverdeck aus Metall mit Glasheckscheibe. Nach dem Öffnen wird es hinter den Reisenden im Gepäckraum gelagert und senkt das verbleibende Volumen desselbigen von 370 Liter auf 220 Liter. Beim F36 ist die Heckklappe mit eingebauter Heckscheibe bauartbedingt am Dach angeschlagen.

## Motorsport
Vom BMW F82 gibt es eine GT4-Variante und er ist das Vorbild für das Silhouetten-Prototypenfahrzeug BMW M4 DTM.

## Technische Daten

### Ottomotoren
|                                                                      | 420i                                                          | 420i                                                          | 428i                                                          | 430i                                                          | 435i                                                          | 440i                                                          | M4 (1)                     | M4 Competition (1)       | M4 CS (2)                | M4 GTS (2)               |
| -------------------------------------------------------------------- | ------------------------------------------------------------- | ------------------------------------------------------------- | ------------------------------------------------------------- | ------------------------------------------------------------- | ------------------------------------------------------------- | ------------------------------------------------------------- | -------------------------- | ------------------------ | ------------------------ | ------------------------ |
| Bauzeitraum                                                          | 11/2013–03/2016                                               | 03/2016–06/2021                                               | 07/2013–02/2016                                               | 03/2016–06/2021                                               | 07/2013–02/2016                                               | 03/2016–06/2021                                               | 04/2014–06/2019            | 01/2016–11/2020          | 07/2017–06/2018          | 04/2016–02/2017          |
| Motorart                                                             | Ottomotor                                                     | Ottomotor                                                     | Ottomotor                                                     | Ottomotor                                                     | Ottomotor                                                     | Ottomotor                                                     | Ottomotor                  | Ottomotor                | Ottomotor                | Ottomotor                |
| Motorbauart                                                          | R4                                                            | R4                                                            | R4                                                            | R4                                                            | R6                                                            | R6                                                            | R6                         | R6                       | R6                       | R6                       |
| Gemischaufbereitung                                                  | Benzindirekteinspritzung                                      | Benzindirekteinspritzung                                      | Benzindirekteinspritzung                                      | Benzindirekteinspritzung                                      | Benzindirekteinspritzung                                      | Benzindirekteinspritzung                                      | Benzindirekteinspritzung   | Benzindirekteinspritzung | Benzindirekteinspritzung | Benzindirekteinspritzung |
| Aufladung                                                            | Twin–Scroll–Abgasturbolader (3)                               | Twin–Scroll–Abgasturbolader (3)                               | Twin–Scroll–Abgasturbolader (3)                               | Twin–Scroll–Abgasturbolader (3)                               | Twin–Scroll–Abgasturbolader (3)                               | Twin–Scroll–Abgasturbolader (3)                               | Twin-Turbo-Aufladung       | Twin-Turbo-Aufladung     | Twin-Turbo-Aufladung     | Twin-Turbo-Aufladung     |
| variable Ventilsteuerung                                             | Valvetronic                                                   | Valvetronic                                                   | Valvetronic                                                   | Valvetronic                                                   | Valvetronic                                                   | Valvetronic                                                   | Valvetronic                | Valvetronic              | Valvetronic              | Valvetronic              |
| Motortyp                                                             | N20B20                                                        | B48B20                                                        | N20B20                                                        | B48B20                                                        | N55B30                                                        | B58B30                                                        | S55B30                     | S55B30                   | S55B30                   | S55B30                   |
| Hubraum                                                              | 1997 cm³                                                      | 1998 cm³                                                      | 1997 cm³                                                      | 1998 cm³                                                      | 2979 cm³                                                      | 2998 cm³                                                      | 2979 cm³                   | 2979 cm³                 | 2979 cm³                 | 2979 cm³                 |
| max. Leistung bei 1/min                                              | 135 kW (184 PS)/ 5000–6250                                    | 135 kW (184 PS)/ 5000–6500                                    | 180 kW (245 PS)/ 5000–6500                                    | 185 kW (252 PS)/ 5200                                         | 225 kW (306 PS)/ 5800–6400 (4)                                | 240 kW (326 PS)/ 5500                                         | 317 kW (431 PS)/ 5500–7300 | 331 kW (450 PS)/ 7000    | 338 kW (460 PS)/ 6250    | 368 kW (500 PS)/ 6250    |
| max. Drehmoment bei 1/min                                            | 270 Nm/ 1250–4500                                             | 270 Nm/ 1350–4600                                             | 350 Nm/ 1250–4800                                             | 350 Nm/ 1450–4800                                             | 400 Nm/ 1200–5000                                             | 450 Nm/ 1380–5000                                             | 550 Nm/ 1850–5500          | 550 Nm/ 1850–5500        | 600 Nm/ 4000–5380        | 600 Nm/ 4000             |
| Getriebe, serienmäßig                                                | 6-Gang-Schaltgetriebe                                         | 6-Gang-Schaltgetriebe                                         | 6-Gang-Schaltgetriebe                                         | 6-Gang-Schaltgetriebe                                         | 6-Gang-Schaltgetriebe                                         | 6-Gang-Schaltgetriebe                                         | 6-Gang-Schaltgetriebe      | 6-Gang-Schaltgetriebe    | 7-Gang-DKG               | 7-Gang-DKG               |
| Getriebe, optional                                                   | 8-Gang-Automatikgetriebe / 8-Gang-Sport-Automatikgetriebe (5) | 8-Gang-Automatikgetriebe / 8-Gang-Sport-Automatikgetriebe (5) | 8-Gang-Automatikgetriebe / 8-Gang-Sport-Automatikgetriebe (5) | 8-Gang-Automatikgetriebe / 8-Gang-Sport-Automatikgetriebe (5) | 8-Gang-Automatikgetriebe / 8-Gang-Sport-Automatikgetriebe (5) | 8-Gang-Automatikgetriebe / 8-Gang-Sport-Automatikgetriebe (5) | 7-Gang-DKG                 | 7-Gang-DKG               | –                        | –                        |
| Antrieb, serienmäßig                                                 | Hinterradantrieb                                              | Hinterradantrieb                                              | Hinterradantrieb                                              | Hinterradantrieb                                              | Hinterradantrieb                                              | Hinterradantrieb                                              | Hinterradantrieb           | Hinterradantrieb         | Hinterradantrieb         | Hinterradantrieb         |
| Antrieb, optional                                                    | Allradantrieb (xDrive)                                        | Allradantrieb (xDrive)                                        | Allradantrieb (xDrive)                                        | Allradantrieb (xDrive)                                        | Allradantrieb (xDrive)                                        | Allradantrieb (xDrive)                                        | –                          | –                        | –                        | –                        |
| Beschleunigung, 0–100 km/h in s                                      | 7,3 [7,5] (7,4 [7,5])                                         | 7,3 [7,5] (7,6 [7,8])                                         | 5,9 [5,8] (5,6 [5,8])                                         | 5,9 [5,8] ([5,8])                                             | 5,4 [5,1] (5,2 [4,9])                                         | 5,2 [5,0] (5,0 [4,9])                                         | 4,3 [4,1]                  | 4,2 [4,0]                | 3,9                      | 3,8                      |
| Höchstgeschwindigkeit in km/h                                        | 236 [236] (233 [231])                                         | 236 [236] (233 [231])                                         | 250                                                           | 250                                                           | 250                                                           | 250                                                           | 250 280 (6)                | 250 280 (6)              | 280                      | 305                      |
| Kraftstoffverbrauch, nach ECE-Fahrzyklus, kombiniert in l/100 km (7) | 6,1 [6,0] (6,8 [6,4])                                         | 5,8–6,1 [5,5–5,8] (6,6–6,9 [5,9–5,2])                         | 6,6–6,7 [6,3–6,4] (6,8–6,9 [6,7–6,8])                         | 6,1–6,5 [5,5–5,8] ([5,9–6,2])                                 | 7,9–8,1 [7,2–7,4] (8,2–8,4 [7,6–7,8])                         | 7,4–7,7 [6,6–6,8] (7,7–7,9 [7,0–7,3])                         | 9,1 [8,3]                  | 9,1 [8,3]                | 8,4                      | 8,5                      |
| Tankinhalt in l                                                      | 60                                                            | 60                                                            | 60                                                            | 60                                                            | 60                                                            | 60                                                            | 60                         | 60                       | 60                       | 60                       |
| CO2-Emission, kombiniert in g/km (7)                                 | 144–147 [139–142] (159–162 [149–152])                         | 134 [127] (154 [137])                                         | 154–156 [147–149] (159–162 [157–159])                         | 143–151 [129–136] ([138–144])                                 | 185–189 [169–172] (193–197 [178–181])                         | 172–179 [154–159] (179–185 [162–169])                         | 209 [194]                  | 209 [194]                | 197                      | 199                      |
| Abgasnorm nach EU-Klassifikation                                     | Euro 6                                                        | Euro 6                                                        | Euro 6                                                        | Euro 6                                                        | Euro 6                                                        | Euro 6                                                        | Euro 6                     | Euro 6                   | Euro 6                   | Euro 6                   |

Werte in eckigen Klammern [ ]  gelten für Modelle mit optionalem Getriebe, in runden Klammern ( ) für Modelle mit Allradantrieb xDrive.

### Dieselmotoren
|                                                                      | 418d (1)                                                  | 418d                                                      | 420d                                                      | 420d                                                      | 425d                                                       | 425d                                                       | 430d                                                      | 435d                                                       |
| -------------------------------------------------------------------- | --------------------------------------------------------- | --------------------------------------------------------- | --------------------------------------------------------- | --------------------------------------------------------- | ---------------------------------------------------------- | ---------------------------------------------------------- | --------------------------------------------------------- | ---------------------------------------------------------- |
| Bauzeitraum                                                          | 03/2014–03/2015                                           | 03/2015–02/2017                                           | 07/2013–03/2015                                           | 03/2015–11/2020                                           | 03/2014–03/2016                                            | 03/2016–02/2017                                            | 11/2013–11/2020                                           | 11/2013–11/2020                                            |
| Motorart                                                             | Dieselmotor                                               | Dieselmotor                                               | Dieselmotor                                               | Dieselmotor                                               | Dieselmotor                                                | Dieselmotor                                                | Dieselmotor                                               | Dieselmotor                                                |
| Motorbauart                                                          | R4                                                        | R4                                                        | R4                                                        | R4                                                        | R4                                                         | R4                                                         | R6                                                        | R6                                                         |
| Gemischaufbereitung                                                  | Common-Rail-Direkteinspritzung                            | Common-Rail-Direkteinspritzung                            | Common-Rail-Direkteinspritzung                            | Common-Rail-Direkteinspritzung                            | Common-Rail-Direkteinspritzung                             | Common-Rail-Direkteinspritzung                             | Common-Rail-Direkteinspritzung                            | Common-Rail-Direkteinspritzung                             |
| Aufladung                                                            | einstufige Turboaufladung mit variabler Turbinengeometrie | einstufige Turboaufladung mit variabler Turbinengeometrie | einstufige Turboaufladung mit variabler Turbinengeometrie | einstufige Turboaufladung mit variabler Turbinengeometrie | zweistufige Turboaufladung mit variabler Turbinengeometrie | zweistufige Turboaufladung mit variabler Turbinengeometrie | einstufige Turboaufladung mit variabler Turbinengeometrie | zweistufige Turboaufladung mit variabler Turbinengeometrie |
| Motortyp                                                             | N47D20                                                    | B47D20                                                    | N47D20                                                    | B47D20                                                    | N47D20                                                     | B47D20                                                     | N57D30                                                    | N57D30                                                     |
| Hubraum                                                              | 1995 cm³                                                  | 1995 cm³                                                  | 1995 cm³                                                  | 1995 cm³                                                  | 1995 cm³                                                   | 1995 cm³                                                   | 2993 cm³                                                  | 2993 cm³                                                   |
| max. Leistung bei 1/min                                              | 105 kW (143 PS)/ 4000                                     | 110 kW (150 PS)/ 4000                                     | 135 kW (184 PS)/ 4000                                     | 140 kW (190 PS)/ 4000                                     | 160 kW (218 PS)/ 4000                                      | 165 kW (224 PS)/ 4400                                      | 190 kW (258 PS)/ 4000                                     | 230 kW (313 PS)/ 4400                                      |
| max. Drehmoment bei 1/min                                            | 320 Nm/ 1750–2500                                         | 320 Nm/ 1500–3000                                         | 380 Nm/ 1750–2750                                         | 400 Nm/ 1750–2500                                         | 450 Nm/ 1500–2500                                          | 450 Nm/ 1500–3000                                          | 560 Nm/ 1500–3000 (2)                                     | 630 Nm/ 1500–2500                                          |
| Getriebe, serienmäßig                                                | 6-Gang-Schaltgetriebe                                     | 6-Gang-Schaltgetriebe                                     | 6-Gang-Schaltgetriebe                                     | 6-Gang-Schaltgetriebe                                     | 6-Gang-Schaltgetriebe                                      | 6-Gang-Schaltgetriebe                                      | 8-Gang-Automatikgetriebe                                  | 8-Gang-Automatikgetriebe                                   |
| Getriebe, optional                                                   | 8-Gang-Automatikgetriebe                                  | 8-Gang-Automatikgetriebe                                  | 8-Gang-Automatikgetriebe                                  | 8-Gang-Automatikgetriebe                                  | 8-Gang-Automatikgetriebe                                   | 8-Gang-Automatikgetriebe                                   | –                                                         | –                                                          |
| Getriebe, optional                                                   | –                                                         | –                                                         | 8-Gang-Sport-Automatikgetriebe (3)                        | 8-Gang-Sport-Automatikgetriebe (3)                        | 8-Gang-Sport-Automatikgetriebe (3)                         | 8-Gang-Sport-Automatikgetriebe (3)                         | 8-Gang-Sport-Automatikgetriebe (3)                        | 8-Gang-Sport-Automatikgetriebe (3)                         |
| Antrieb, serienmäßig                                                 | Hinterradantrieb                                          | Hinterradantrieb                                          | Hinterradantrieb                                          | Hinterradantrieb                                          | Hinterradantrieb                                           | Hinterradantrieb                                           | Hinterradantrieb                                          | Allradantrieb (xDrive)                                     |
| Antrieb, optional                                                    | –                                                         | –                                                         | Allradantrieb (xDrive)                                    | Allradantrieb (xDrive)                                    | –                                                          | –                                                          | Allradantrieb (xDrive)                                    | –                                                          |
| Beschleunigung, 0–100 km/h in s                                      | 9,2 [9,1]                                                 | 8,6 [8,6]                                                 | 7,5 [7,3] (7,5 [7,3])                                     | 7,3 [7,1] (7,4 [7,2])                                     | 6,7 [6,5]                                                  | 6,5 [6,1]                                                  | [5,5] ([5,2])                                             | ([4,7])                                                    |
| Höchstgeschwindigkeit in km/h                                        | 213 [213]                                                 | 215 [213]                                                 | 240 [232] (236 [229])                                     | 240 [232] (236 [230])                                     | 247 [247]                                                  | 247 [247]                                                  | [250] ([250])                                             | ([250])                                                    |
| Kraftstoffverbrauch, nach ECE-Fahrzyklus, kombiniert in l/100 km (4) | 4,6–4,7 [4,6–4,7]                                         | 4,2 [4,1]                                                 | 4,7–4,8 [4,6–4,7] (4,8 [4,7])                             | 4,2–4,5 [4,0–4,3] (4,7 [4,4])                             | 5,0–5,1 [4,7–4,9]                                          | 4,6–4,9 [4,4–4,7]                                          | [4,9–5,0] ([5,2–5,4])                                     | ([5,4–5,6])                                                |
| Tankinhalt in l                                                      | 57                                                        | 57                                                        | 57                                                        | 57                                                        | 57                                                         | 57                                                         | 57                                                        | 57                                                         |
| CO2-Emission, kombiniert in g/km (4)                                 | 121 [121]                                                 | 110 [109]                                                 | 124–127 [121–124] (126–129 [124–128])                     | 119 [114] (125 [125])                                     | 131–135 [124–128]                                          | 129 [124]                                                  | [129–132] ([137–141])                                     | ([143–146])                                                |
| Abgasnorm nach EU-Klassifikation                                     | Euro 6                                                    | Euro 6                                                    | Euro 6                                                    | Euro 6                                                    | Euro 6                                                     | Euro 6                                                     | Euro 6                                                    | Euro 6                                                     |

Werte in eckigen Klammern [ ] gelten für Modelle mit optionalem Getriebe, in runden Klammern ( ) für Modelle mit Allradantrieb xDrive.

## Zeitleiste der Modellvarianten
| Modellhistorie |                       |                                  |        |        |        |        |        |        |        |        |        |
| Generation     | Verkaufs- bezeichnung | Karosserie                       | 2010er | 2010er | 2010er | 2010er | 2010er | 2010er | 2010er | 2010er | 2010er |
| Generation     | Verkaufs- bezeichnung | Karosserie                       | 0      | 1      | 2      | 3      | 4      | 5      | 6      | 7      | 8      |
| 1. Gen.        | 4er                   | Coupé                            |        |        |        | F32    | F32    | F32    | F32    | F32    | F32    |
| 1. Gen.        | 4er                   | Cabriolet                        |        |        |        |        | F33    | F33    | F33    | F33    | F33    |
| 1. Gen.        | 4er                   | Schräghecklimousine / Gran Coupé |        |        |        |        | F36    | F36    | F36    | F36    | F36    |
| 1. Gen.        | M4                    | Coupé                            |        |        |        |        | F82    | F82    | F82    | F82    | F82    |
| 1. Gen.        | M4                    | Cabriolet                        |        |        |        |        | F83    | F83    | F83    | F83    | F83    |